# Biotisk faktor
Biotiske faktorer inden for et økosystem er de faktorer, som skyldes de gensidige påvirkninger mellem de enkelte arter. Begrebet skal ses i sammenhæng med det supplerende abiotisk faktor, som omfatter alle de miljøfaktorer, som ikke skyldes levende væsner (især klima- opg jordbundsforhold, men også påvirkninger, som skyldes tidligere forhold eller begivenheder).

## Fordele eller ulemper
Når forskellige arter lever i det samme område, vil mindst én af dem være påvirket af samlivet. Denne påvirkning kan være enten fordelagtig eller ufordelagtig. Der kan altså være tale om biologisk samvirke eller konkurrence mellem arterne.